# Soderce
Soderce es un pueblo ubicado en el territorio de Vranje, en el distrito de Pčinja, Serbia.

## Superficie
Posee una superficie de 5,729 kilómetros cuadrados.

## Demografía
Hasta 2011 la población era de 510 habitantes, con una densidad de población de 89,03 habitantes por kilómetro cuadrado.